# Cimitero di Schaerbeek
Il cimitero di Schaerbeek (francese:  cimetière de Schaerbeek, neerlandese: Begraafplaats van Schaarbeek) è uno dei maggiori cimiteri del Belgio, appartenente al comune di Schaerbeek.
Il cimitero non è però situato nel territorio di Schaerbeek, ma si trova in realtà a cavallo tra i comuni di Evere e Zaventem, nella zona a est di Bruxelles.
I personaggi sepolti sono:
- Gabrielle Petit (1893-1916)
- Henri Jaspar (1870-1939)
- René Magritte (1898-1967)

## Galleria d'immagini

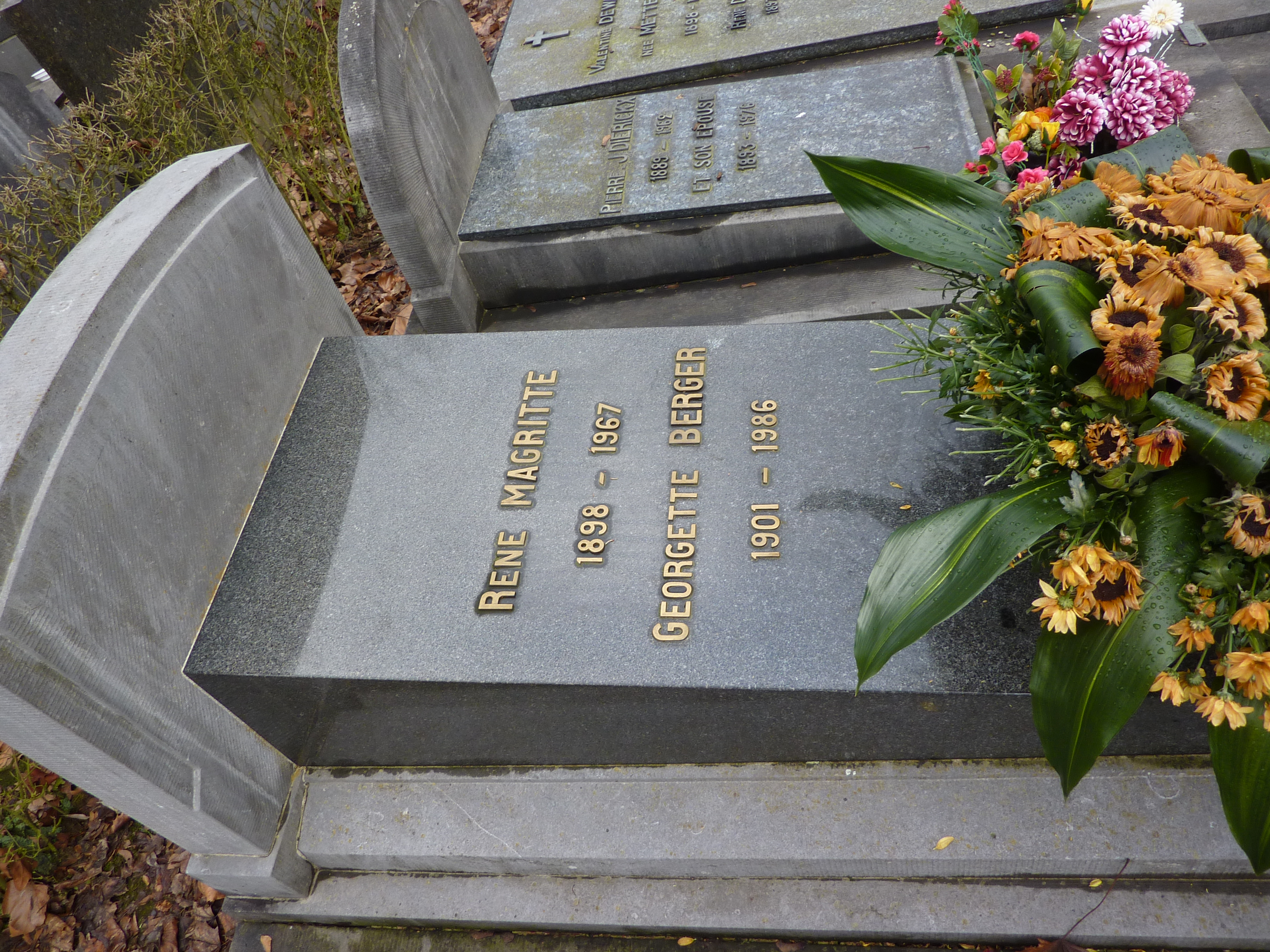
La tomba di René Magritte
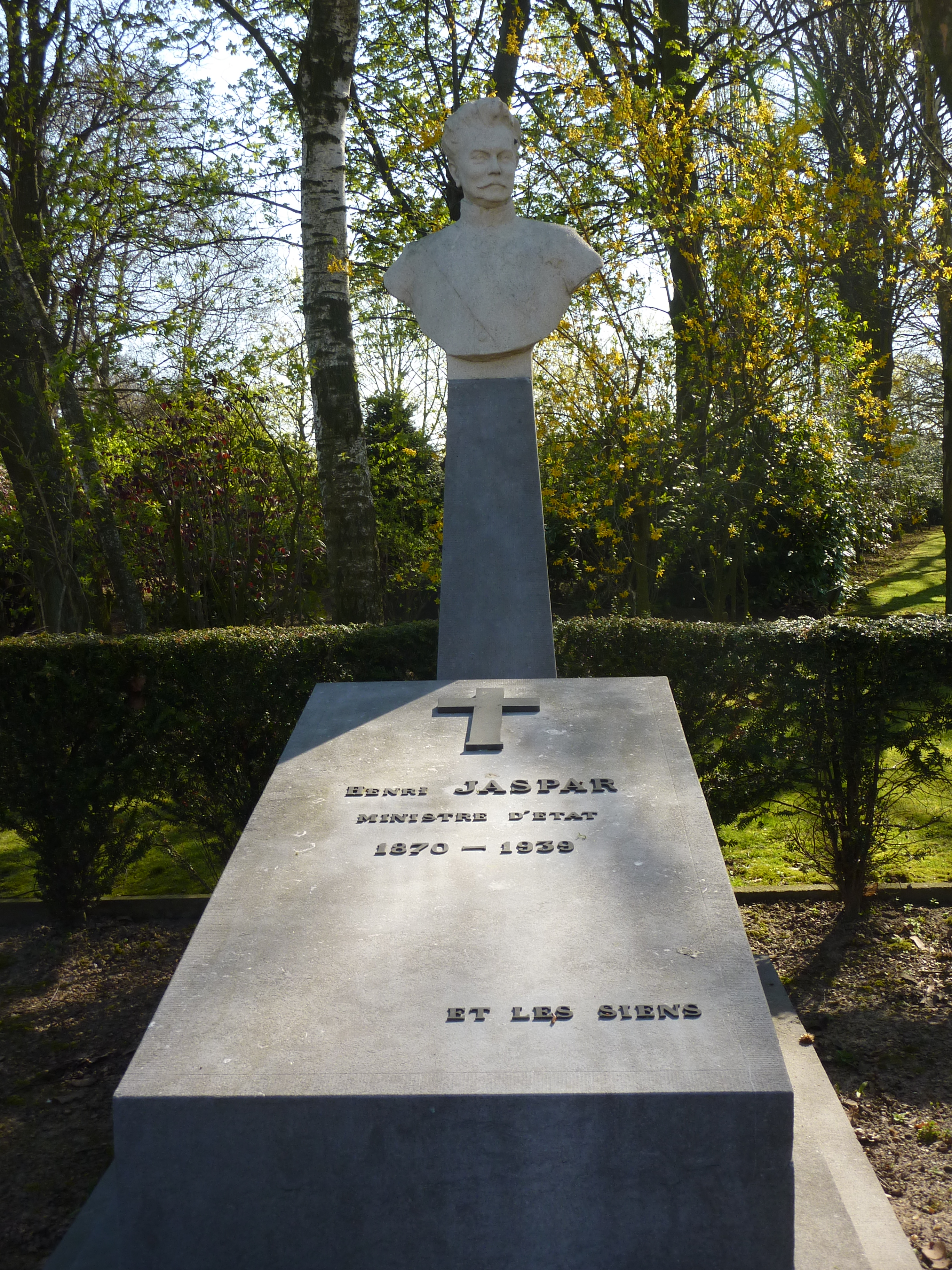
La tomba di Henri Jaspar